# Sven Nykvist
Sven Nykvist (Moheda, 3 de desembre de 1922 - Estocolm, 20 de setembre de 2006) va ser un director de fotografia suec particularment conegut pel seu treball amb el director Ingmar Bergman. El seu treball es caracteritzava per les seves qualitats naturalistes i la seva senzillesa.

## Biografia
Va néixer en el si d'una família protestant de pares missioners pertanyents a la Svenska Misionsförbundet (Església del Pacte Evangèlic de Suècia). Durant els viatges que els seus pares realitzaven durant períodes de quatre anys al Congo, Sven i els seus tres germans vivien i estudiaven en una casa d'acolliment per a fills de religiosos on se'ls exigia un alt rendiment acadèmic.
La tia de Sven, també interessada per la fotografia, va ser la persona que li va regalar la seva primera càmera fotogràfica i va posar a la seva disposició un laboratori perquè pogués començar a experimentar també en el camp del revelat.
Quan Sven Nykvist va complir els quinze anys, els seus cosins, gràcies a l'interès i destresa que Sven havia demostrat amb la fotografia estàtica li van regalar la seva primera càmera de cinema 8mm marca Keystone. Poc temps més tard per falta d'una altra vocació i a causa de les seves mediocres qualificacions en l'institut, Nykvist va decidir començar a estudiar fotografia a l'escola municipal d'Estocolm. Sent un dels alumnes més joves de l'escola Nykvist va obtenir el número u de la promoció i un premi extraordinari.
A causa del seu gran expedient a l'escola, a causa de la seva curta edat i als seus escassos coneixements de fotografia cinematogràfica, va haver d'esperar i lluitar molt per a aconseguir treball en una de les productores del país. El 1941 se li va presentar la seva primera oportunitat d'anar a fer una prova a Sandrews.
A partir d'aquell moment Nykvist va començar a treballar en multitud de produccions de Sandrews com a ajudant de càmera fins que el 1945 se li va oferir la seva primera possibilitat de treballar com a director de fotografia en la pel·lícula Barnen Fran frostmofjallet de Rolf Husbert. Nykvist aviat va demostrar ser un interessant fotògraf de pel·lícules i va dirigir la fotografia en un gran nombre de films suecs de baix pressupost al llarg dels anys quaranta.
A la fi de la dècada de 1940 i principis dels anys 1950, Nykvist va realitzar dos viatges al Congo per a rodar diversos documentals sobre tribus primitives i sobre el famós missioner i pianista Albert Schweitzer. Gràcies a aquests treballs Nykvist per fi va aconseguir guanyar-se el respecte dels membres més reaccionaris de la seva família que van comprendre que el cinema també podia ser un instrument al servei dels més desfavorits. En el transcurs d'un d'altres viatges Nykvist sofriria per primera vegada els símptomes d'una malaltia crònica que li produiria vòmits i marejos de manera sobtada sovint enmig dels rodatges.
El 1953, a causa de la indisposició de Gunnar Fischer, director de fotografia habitual del director suec Ingmar Bergman, Nykvist va tenir l'oportunitat de travar per primera vegada amb ell en la pel·lícula Gycklarnas Afton. A partir d'aquest moment Nykvist va passar a ser un dels integrants de l'equip tècnic de Bergman a qui li agradava treballar sempre amb un grup fix i reduït de persones de confiança. Gràcies a l'estreta relació artística de Bergman amb el seu equip i particularment a la seva meticulositat en el camp de la fotografia Sven Nykvist va començar a realitzar veritables progressos com a fotògraf al mateix temps que aniria a poc a poc definint una estètica que posteriorment seria la característica més destacable dels seus treballs, el realisme i la senzillesa.
Durant tot aquest període inicial de la seva carrera cinematogràfica, Sven Nykvist no sols va treballar a Suècia sinó que també va fotografiar algunes pel·lícules destacades a Itàlia i Alemanya.
Gràcies a l'èxit internacional de les pel·lícules de Bergman, després d'obtenir un Oscar per la fotografia de Crits i murmuris i després haver treballat amb altres importants directors europeus de la talla de Roman Polanski, Sven Nykvist va ser acceptat a l'American Society of Cinematographers (ASC) obrint-se-li la possibilitat de treballar als Estats Units amb alguns dels directors més importants i de conèixer així els últims avanços tècnics i les possibilitats d'il·luminació dels grans estudis de Hollywood en els quals la magnitud dels mitjans d'il·luminació era molt superior a la de qualsevol de les seves produccions europees.
Sven Nykvist va treballar al llarg de la seva vida amb directors de la talla de John Huston, Woody Allen, Louis Malle o Andrei Tarkovski. Va il·luminar la cara d'actors com Jack Nicholson, Sean Connery o Mia Farrow i va obtenir dos Oscars de l'acadèmia de Hollywood, un per Crits i murmuris (1971) i un altre per Fanny i Alexander (1981). Va ser mereixedor també d'una càtedra de fotografia a la Universitat d'Art Dramàtic d'Estocolm, lloc on va compartir els seus coneixements i la seva particular idea del tractament de la llum amb els estudiants de fotografia. Un dels seus lemes es tractava d'aquesta frase que segons ell mateix relata en la seva autobiografia, tant s'utilitzava a Hollywood aplicada a l'actuació dels intèrprets, però que tan poc es tenia en compte en altres aspectes del cinema.
Sven Nykvist va passar la major part del temps de la seva vida dedicat al seu treball; aquella dedicació completa li va privar de la possibilitat de tenir una vida familiar estable i a pesar que va ser pare de dos fills, les seves relacions amb les dones van ser sempre molt inestables.

## Filmografia selecta[8]
- Celebrity (1998, Woody Allen)
- Enskilda samtal (1996, Liv Ullman)
- A qui estima, en Gilbert Grape? (1993, Lasse Halström)
- Alguna cosa per recordar (1993, Nora Ephron)
- Chaplin (1992, Richard Attenborough)
- Delictes i faltes (1989, Woody Allen)
- Una altra dona (1988, Woody Allen)
- La insostenible lleugeresa del ser (1988, Philip Kaufman)
- Offret (1986, Andrei Tarkovsky)
- Fanny i Alexander (1982, Ingmar Bergman)
- El carter sempre truca dues vegades (1981, Bob Rafelson)
- Aus dem Leben der Marionetten (1980, Ingmar Bergman)
- Sonata de tardor (1978,Ingmar Bergman)
- Das Schlangenei (1977, Ingmar Bergman)
- Le Locataire (1976, Roman Polanski)
- Trollflöjten (1975, Ingmar Bergman)
- Secrets d'un matrimoni (1973, Ingmar Bergman)
- Crits i murmuris (1973, Ingmar Bergman)
- Beröringen (1971, Ingmar Bergman)
- Passió (1969, Ingmar Bergman)
- Vargtimmen (1968, Ingmar Bergman)
- Skammen (1968, Ingmar Bergman)
- Persona (1966, Ingmar Bergman)
- Tystnaden (1963, Ingmar Bergman)
- Els combregants (1963, Ingmar Bergman)
- Såsom i en spegel (1961, Ingmar Bergman)
- La font de la donzella (1960, Ingmar Bergman) (Jungfrukällan)
- Gyklarnas Afton (1953, Ingmar Bergman)

## Premis i nominacions[calcitació]
Premis Oscar
| Any  | Títol                              | Categoria         | Resultat  | Ref.  |
| ---- | ---------------------------------- | ----------------- | --------- | ----- |
| 1973 | Crits i murmuris                   | Millor fotografia | Guanyador | [ 9 ] |
| 1982 | Fanny i Alexander                  | Millor fotografia | Guanyador | [ 9 ] |
| 1988 | La insostenible lleugeresa del ser | Millor fotografia | Nominat   |       |

Premis BAFTA
| Any  | Títol             | Categoria         | Resultat  |
| ---- | ----------------- | ----------------- | --------- |
| 1973 | Crits i murmuris  | Millor fotografia | Nominat   |
| 1982 | Fanny i Alexander | Millor fotografia | Guanyador |

National Society of Film Critics
| Any  | Títol                              | Categoria         | Resultat  |
| ---- | ---------------------------------- | ----------------- | --------- |
| 1966 | Persona                            | Millor fotografia | Nominat   |
| 1968 | Skammen                            | Millor fotografia | Nominat   |
| 1973 | Crits i murmuris                   | Millor fotografia | Guanyador |
| 1988 | La insostenible lleugeresa del ser | Millor fotografia | Nominat   |

British Society of Cinematographers
| Any  | Títol                              | Categoria         | Resultat  |
| ---- | ---------------------------------- | ----------------- | --------- |
| 1984 | Fanny i Alexander                  | Millor fotografia | Guanyador |
| 1988 | La insostenible lleugeresa del ser | Millor fotografia | Nominat   |
| 1992 | Chaplin                            | Millor fotografia | Nominat   |

New York Film Critics Circle
| Any  | Títol                              | Categoria         | Resultat |
| ---- | ---------------------------------- | ----------------- | -------- |
| 1984 | Fanny i Alexander                  | Millor fotografia | Nominat  |
| 1988 | La insostenible lleugeresa del ser | Millor fotografia | Nominat  |

Los Angeles Film Critics Association
| Any  | Títol                              | Categoria         | Resultat  |
| ---- | ---------------------------------- | ----------------- | --------- |
| 1984 | Fanny i Alexander                  | Millor fotografia | Guanyador |
| 1988 | La insostenible lleugeresa del ser | Millor fotografia | Nominat   |

American Society of Cinematographers
| Any  | Títol                              | Categoria              | Resultat  |
| ---- | ---------------------------------- | ---------------------- | --------- |
| 1988 | La insostenible lleugeresa del ser | Millor fotografia      | Nominat   |
| 1996 | N/D                                | Premi a la trajectòria | Guanyador |

Altres
| Any  | Títol                              | Award                                         | Categoria                    | Resultat  |
| ---- | ---------------------------------- | --------------------------------------------- | ---------------------------- | --------- |
| 1986 | Offret                             | 39è Festival Internacional de Cinema de Canes | Millor contribució artística | Guanyador |
| 1988 | La insostenible lleugeresa del ser | Premi Independent Spirit                      | Millor fotografia            | Guanyador |